# ان‌وی‌پی-ای‌یووای۹۲۲
ان‌وی‌پی-ای‌یووای۹۲۲ (به انگلیسی: NVP-AUY922) یک ترکیب شیمیایی است. شکل ظاهری این ترکیب، جامد بی‌رنگ است.